# 하나와정
하나와정(일본어: 塙町)은 일본 후쿠시마현 히가시시라카와군의 정이다.

## 역사
- 1889년 4월 1일 - 정촌제 시행으로 여러 촌들이 합병해 쓰네토요촌이 성립하였다.
- 1931년 10월 1일 - 이와키하나와역이 개업하였다.
- 1948년 10월 31일 - 정으로 승격, 개칭해 하나와정이 되었다.
- 1955년
  - 3월 10일 - 하나와정, 사사하라촌 등 2개 정·촌이 합병하여 하나와사사하라정이 신설되었다.
  - 3월 31일 -  하나와사사하라정, 이시이촌 및 다카기촌의 일부가 합병하여 하나와정이 신설되었다.
- 1957년 1월 10일 - 하나와정에서 합병 이전 이시이촌의 일부가 분리되어 야마쓰리촌에 편입되었다.

## 지리
정의 중앙을 구지강이 흐른다.

### 인접한 자치체
- 후쿠시마현
  - 히가시시라카와군 다나구라정, 야마쓰리정, 사메가와촌

- 이바라키현
  - 다카하기시, 기타이바라키시, 히타치오타시

## 역사
에도 시대에는 막부의 천령(직할령)으로 하나와 대관소가 놓여 있었다.

## 인구
| 연도 | 인구   | ±%     |
| ---- | ------ | ------ |
| 1960 | 15,830 | —      |
| 1970 | 13,592 | −14.1% |
| 1980 | 12,060 | −11.3% |
| 1990 | 11,926 | −1.1%  |
| 2000 | 11,296 | −5.3%  |
| 2010 | 9,884  | −12.5% |

## 기후
| 하나와정의 기후                                              | 하나와정의 기후 | 하나와정의 기후 | 하나와정의 기후 | 하나와정의 기후 | 하나와정의 기후 | 하나와정의 기후 | 하나와정의 기후 | 하나와정의 기후 | 하나와정의 기후 | 하나와정의 기후 | 하나와정의 기후 | 하나와정의 기후 | 하나와정의 기후 |
| 월                                                           | 1월             | 2월             | 3월             | 4월             | 5월             | 6월             | 7월             | 8월             | 9월             | 10월            | 11월            | 12월            | 연간            |
| ------------------------------------------------------------ | --------------- | --------------- | --------------- | --------------- | --------------- | --------------- | --------------- | --------------- | --------------- | --------------- | --------------- | --------------- | --------------- |
| 역대 최고 기온 °C (°F)                                       | 16.9 (62.4)     | 20.7 (69.3)     | 24.6 (76.3)     | 30.7 (87.3)     | 33.6 (92.5)     | 34.8 (94.6)     | 35.7 (96.3)     | 36.5 (97.7)     | 34.1 (93.4)     | 30.0 (86.0)     | 23.3 (73.9)     | 21.7 (71.1)     | 36.5 (97.7)     |
| 일평균 최고 기온 °C (°F)                                     | 6.2 (43.2)      | 7.2 (45.0)      | 11.1 (52.0)     | 17.0 (62.6)     | 22.0 (71.6)     | 24.9 (76.8)     | 28.4 (83.1)     | 29.7 (85.5)     | 25.6 (78.1)     | 19.9 (67.8)     | 14.3 (57.7)     | 8.8 (47.8)      | 17.9 (64.3)     |
| 일일 평균 기온 °C (°F)                                       | 0.2 (32.4)      | 1.1 (34.0)      | 4.6 (40.3)      | 10.3 (50.5)     | 15.7 (60.3)     | 19.5 (67.1)     | 23.2 (73.8)     | 24.1 (75.4)     | 20.2 (68.4)     | 14.1 (57.4)     | 7.8 (46.0)      | 2.5 (36.5)      | 11.9 (53.5)     |
| 일평균 최저 기온 °C (°F)                                     | −4.8 (23.4)     | −4.1 (24.6)     | −1.2 (29.8)     | 3.8 (38.8)      | 9.9 (49.8)      | 15.1 (59.2)     | 19.4 (66.9)     | 20.3 (68.5)     | 16.2 (61.2)     | 9.5 (49.1)      | 2.6 (36.7)      | −2.4 (27.7)     | 7.0 (44.6)      |
| 역대 최저 기온 °C (°F)                                       | −14.7 (5.5)     | −16.2 (2.8)     | −14.2 (6.4)     | −6.3 (20.7)     | −0.7 (30.7)     | 4.2 (39.6)      | 10.0 (50.0)     | 11.6 (52.9)     | 4.4 (39.9)      | −1.8 (28.8)     | −6.6 (20.1)     | −11.6 (11.1)    | −16.2 (2.8)     |
| 평균 강수량 mm (인치)                                        | 37.7 (1.48)     | 34.9 (1.37)     | 86.3 (3.40)     | 108.0 (4.25)    | 123.5 (4.86)    | 145.5 (5.73)    | 215.4 (8.48)    | 179.5 (7.07)    | 199.7 (7.86)    | 159.2 (6.27)    | 72.5 (2.85)     | 43.0 (1.69)     | 1,405.1 (55.32) |
| 평균 강수일수 (≥ 1.0 mm)                                     | 4.6             | 5.0             | 8.6             | 10.1            | 11.2            | 13.1            | 15.0            | 12.2            | 12.8            | 10.0            | 7.1             | 5.3             | 115             |
| 평균 월간 일조시간                                           | 182.8           | 170.3           | 188.7           | 189.0           | 188.6           | 138.5           | 137.7           | 163.3           | 126.7           | 136.0           | 153.5           | 165.7           | 1,940.8         |
| 출처: 일본 기상청 (평년값: 1991년~2020년, 극값: 1976년~현재) |                 |                 |                 |                 |                 |                 |                 |                 |                 |                 |                 |                 |                 |

## 교통

### 철도
- 동일본 여객철도 스이군선

### 도로
- 국도 118호선
- 국도 289호선
- 국도 349호선(일본어판)